# Advanced SCSI Programming Interface
Pour les articles homonymes, voir ASPI.
L'ASPI («Advanced SCSI Programming Interface») est une interface logicielle et une interface de programmation (API) pour le système d'exploitation Microsoft Windows, permettant d'accéder aux périphériques SCSI. Les distributions Windows XP et antérieures n'offraient aucune API standard pour accéder à ces périphériques. L'ASPI est principalement utilisée pour piloter des périphériques de type lecteurs ou graveurs de CD/DVD. La bibliothèque ASPI est développée et distribuée gratuitement par la société Adaptec. Elle reste cependant la propriété d'Adaptec. Si une documentation (succincte) est fournie, les sources ne sont pas publiés.
De nombreux logiciels de gravure et/ou de diagnostic, même commerciaux, utilisent l'interface ASPI.

## Services offerts par l'interface
Les services offerts par cette API sont les suivants :
- énumérer les périphériques SCSI présents dans le système.
- accéder aux périphériques SCSI, au plus bas niveau (lecture ou écriture de secteurs).
- accéder aux périphériques SCSI, avec un plus haut niveau de service (par exemple : extraction de la TOC d'un CD Audio).

ASPI prend en charge les périphériques SCSI et les périphériques physiquement connectés sur un bus autre que SCSI (ATA, S-ATA) mais pilotables via des commandes (logicielles) SCSI. C'est le cas de la quasi-majorité des graveurs de CD/DVD utilisés sous Windows.
Un lecteur virtuel (par exemple DAEMON Tools) sera vu et listé par ASPI, comme un périphérique physique.

## Installation
Il est possible de télécharger gratuitement une archive contenant tous les fichiers nécessaires, ainsi qu'un logiciel d'installation.
Sous Windows XP, les fichiers de l'interface ASPI (après installation) sont les suivants :
```
\system\winaspi.dll
\system\wnaspi32.dll
\system32\drivers\aspi32.sys
```

## Solutions alternatives
Certains logiciels de gravure, par exemple Nero, installent leur propre logiciel SCSI.

La solution d'Adaptec, bien qu'elle soit gratuite, est quand même une solution propriétaire. C'est pourquoi on a vu apparaître des solutions dites libres, comme frogAspi.